# Lúcio
Lúcio, bürgerlich Lucimar da Silva Ferreira (* 8. Mai 1978 in Brasília), ist ein ehemaliger brasilianischer Fußballspieler. Der Innenverteidiger begann seine Herrenkarriere 1998 beim SC Internacional und wechselte 2001 in die deutsche Bundesliga zu Bayer 04 Leverkusen. Nach fünf Jahren beim FC Bayern München und dreieinhalb in Italien ging er 2013 zurück in seine Heimat. Nach einer Zwischenstation von 2015 bis 2016 in Indien beendete er seine Karriere mit dem Jahr 2019 in Brasilien. Für die brasilianische Nationalmannschaft war er zwischen 2000 und 2011 in 105 Länderspielen aktiv. Seine größten Erfolge sind der Gewinn der WM 2002 sowie der der Champions League 2009/10 mit Inter Mailand.

## Karriere

### Vereine

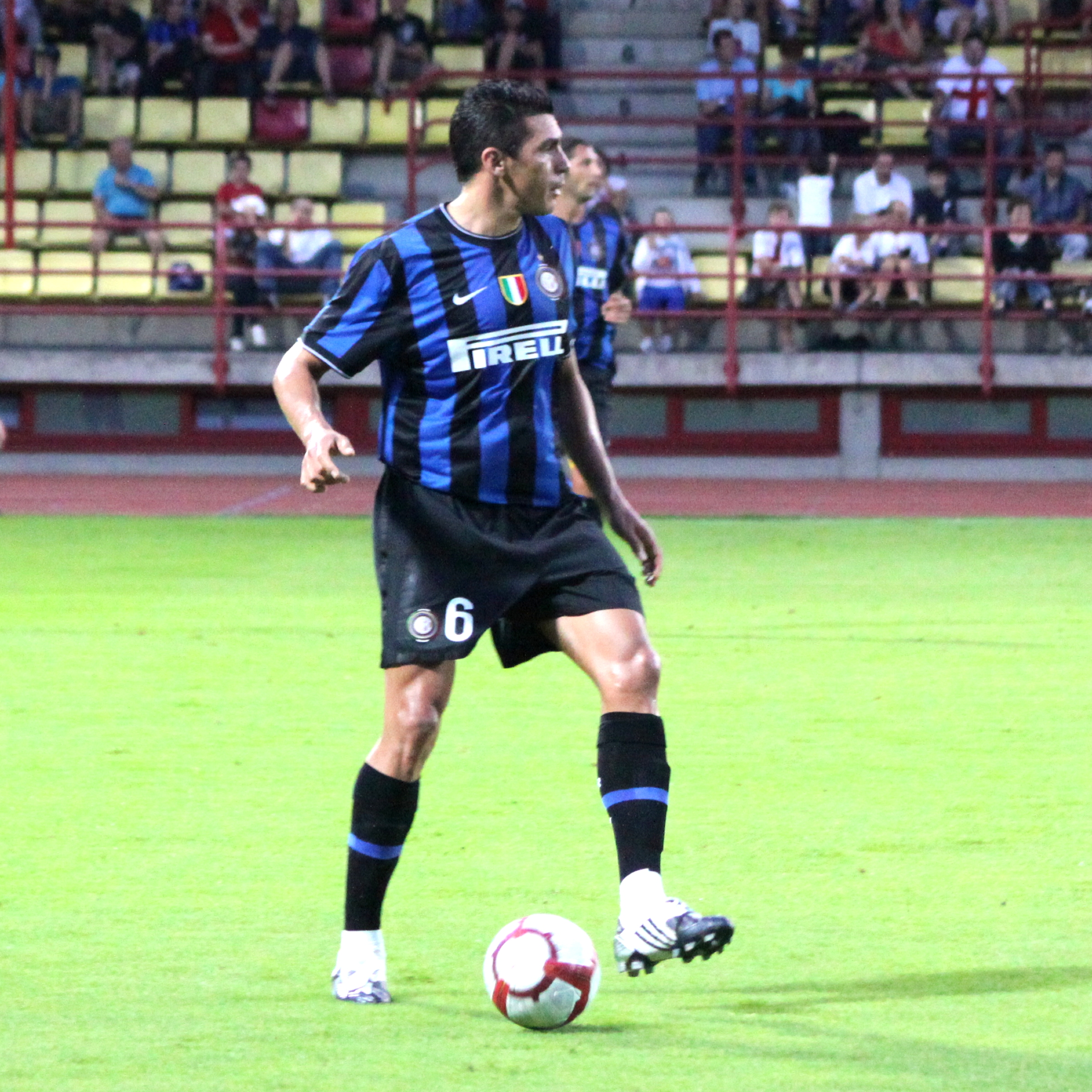
Lúcio im Trikot von Inter Mailand (2009)

Lúcio begann beim Planaltina EC mit dem Fußballspielen. Über den Clube Regatas Guará kam er 1998 zum SC Internacional nach Porto Alegre. Im Januar 2001 wechselte er für eine Ablösesumme von umgerechnet 8,5 Millionen Euro zum Bundesligisten Bayer 04 Leverkusen. In der Folgesaison wurde er Zweiter in der Meisterschaft und erreichte die Endspiele im DFB-Pokal sowie das der Champions League, in welchem er ein Tor erzielte.
2004 wechselte er zum Ligakonkurrenten FC Bayern München. In der Innenverteidigung spielte er dort unter anderem mit Robert Kovač, Valérien Ismaël und Daniel Van Buyten. In seinen letzten beiden Jahren bei den Münchnern spielte er hauptsächlich an der Seite von Martín Demichelis. Zudem führte er mehrmals den Verein bei Abwesenheit von Oliver Kahn als Mannschaftskapitän an. Ab dem Juli 2008 vertrat er Mark van Bommel in dieser Funktion.
Am 16. Juli 2009 wechselte Lúcio zum italienischen Erstligisten Inter Mailand und unterschrieb einen Dreijahresvertrag, nachdem ihm Bayern-Trainer Louis van Gaal keine Stammplatzgarantie gegeben hatte. Am 23. August 2009 (1. Spieltag) debütierte Lúcio beim 1:1-Unentschieden im Heimspiel gegen den AS Bari in der Serie A. Am 23. September (5. Spieltag) erzielte er beim 3:1-Sieg im Heimspiel gegen den SSC Neapel mit dem Treffer zum zwischenzeitlichen 3:0 sein erstes Tor für die Mailänder. Lúcio bildete mit dem Argentinier Walter Samuel eine der besten Innenverteidigungen der Welt und Inter gewann 2010 das Triple, bestehend aus italienischer Meisterschaft, Coppa Italia und Champions League. Das Finale der Champions League wurde gegen den FC Bayern München mit 2:0 gewonnen. Im März 2011 verlängerte Lúcio seine Vertragslaufzeit bei Inter vorzeitig bis Sommer 2013 mit Option auf ein weiteres Jahr. Am 29. Juni 2012 wurde sein Vertrag einvernehmlich aufgelöst.
Zur Saison 2012/13 wechselte Lúcio zum amtierenden italienischen Meister Juventus Turin, bei dem er einen bis zum 30. Juni 2014 gültigen Vertrag unterschrieb. Nach seinem ersten Einsatz für Juventus gewann er den italienischen Superpokal. Am 17. Dezember 2012 wurde der Vertrag mit Lúcio einvernehmlich aufgelöst. Der Grund waren die geringen Einsatzzeiten des Verteidigers. So kam er wettbewerbsübergreifend nur zu vier Einsätzen für die Bianconeri.
Einen Tag später unterschrieb Lúcio einen zwei Jahre gültigen Vertrag beim FC São Paulo und kehrte damit nach zwölf Spielzeiten in Europa wieder nach Brasilien zurück. Am 26. Mai 2013 (1. Spieltag) kam er beim 2:0-Sieg im Auswärtsspiel gegen AA Ponte Preta wieder zum Einsatz für eine brasilianische Vereinsmannschaft. Seinen Einstand krönte er mit dem Führungstreffer zum 1:0 in der achten Minute.
Da sein bis ursprünglich zum Jahresende 2014 gültiger Vertrag beim FC São Paulo aufgelöst worden war, wechselte Lúcio am 9. Januar 2014 zum Erstliga-Aufsteiger und Stadtrivalen Palmeiras São Paulo, bei dem er einen bis 31. Dezember 2015 gültigen Vertrag unterschrieb. Für den Verein absolvierte Lúcio 25 Ligaspiele und erzielte zwei Tore. Sein Debüt gab er am 20. April 2014 (1. Spieltag) beim 2:1-Sieg im Auswärtsspiel gegen Criciúma EC. Mit dem 1:1-Unentschieden im Heimspiel gegen Athletico Paranaense am 7. Dezember 2014 (38. Spieltag) konnte die Spielklasse mit zwei Punkten vor EC Vitória (0:1 im Heimspiel gegen den FC Santos) bzw. drei Punkten vor EC Bahia (2:3 im Auswärtsspiel gegen Coritiba FC) gehalten werden.
Für die Spielzeit 2015 (3. Oktober bis 6. Dezember) wechselte Lúcio zum indischen Superliga-Club FC Goa, für den er am 4. Oktober 2015 (1. Spieltag) beim 2:0-Sieg im Heimspiel gegen den Delhi Dynamos FC debütierte. Trainer dort ist der frühere brasilianische Superstar Zico. Sein letztes von 19 Ligaspielen absolvierte er am 24. Oktober 2016 bei der 1:2-Niederlage im Heimspiel gegen den Kerala Blasters FC. 
Nach einem Jahr Ruhestand – seit Anfang 2017 – kehrte er in den Profifußball zurück und war mit Beginn des Spieljahres 2018 beim viertklassigen SE Gama aus der gleichnamigen Satellitenstadt der brasilianischen Bundeshauptstadt Brasília spielberechtigt. Ein Spiel für den Verein absolvierte er allerdings nicht. Stattdessen wechselte er bereits im April des Jahres zum Ligakonkurrenten Brasiliense FC und absolvierte 17 Spiele und schoss ein Tor. Vom 17. April 2018 bis 10. Oktober 2019 in Taguatinga für seinen letzten Verein tätig, beendete er im Alter von über 41 Jahren seine Fußballerkarriere.

### Nationalmannschaft

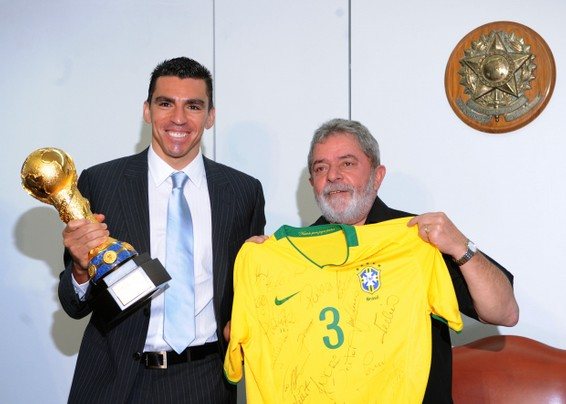
Lúcio mit dem brasilianischen Präsidenten Lula nach dem Gewinn des Confed-Cups 2009

Am 15. November 2000 debütierte Lúcio in der A-Nationalmannschaft, die in São Paulo im Qualifikationsspiel für die Weltmeisterschaft 2002 die Nationalmannschaft Kolumbiens mit 1:0 besiegte. Sein erstes von vier Länderspieltoren erzielte er am 9. Februar 2005 in Hongkong – im Rahmen des Carlsberg-Cups – beim 7:1-Sieg gegen die Auswahlmannschaft Hongkongs.
Lúcio nahm mit der Seleção an der WM 2002 in Japan und Südkorea teil und gewann am 30. Juni mit 2:0 das Finale gegen die deutsche Nationalmannschaft den Weltmeistertitel. Als über den gesamten Turnierverlauf fester Bestandteil seiner Mannschaft trug er maßgeblich zum Titel bei.
Auch beim Konföderationen-Pokal 2005 in Deutschland triumphierte er. Am 29. Juni wurde die Nationalmannschaft Argentiniens im Endspiel mit 4:1 bezwungen. Bei der WM 2006 stellte Lúcio eine Bestmarke in diesem Wettbewerb auf, als er erst im Viertelfinale gegen die Nationalmannschaft Frankreichs nach 386 Minuten wieder ein Foul beging.
Nach der WM wurde er von Nationaltrainer Dunga zum Mannschaftskapitän ernannt. 2009 nahm er wiederum am Konföderationen-Pokal teil, kam im Turnierverlauf mehrfach zum Einsatz und erzielte den Siegtreffer im Endspiel gegen die Auswahlmannschaft der Vereinigten Staaten. 2010 nahm Lúcio an seiner dritten WM teil und bestritt als Spielführer alle Begegnungen seiner Mannschaft. Nach der enttäuschend verlaufenden Turnier gab ihm Neu-Trainer Mano Menezes eine Pause und setzte vermehrt auf junge, neue Spieler in der Seleção. Durch gute Leistungen Lúcios kam Menezes jedoch nicht an ihm vorbei und nominierte ihn für den Kader für die Copa América 2011 in Argentinien, wo Lúcio das brasilianische Team erneut als Kapitän anführte. Dies war für ihn die erste und einzige Teilnahme an der Südamerikameisterschaft. Am 3. Juli 2011 bestritt er mit dem ersten Turnierspiel Brasiliens gegen die Auswahlmannschaft Venezuelas sein 100. Länderspiel.

## Titel

### Nationalmannschaft
- Weltmeister: 2002
- Confed-Cup-Sieger (2): 2005, 2009

### Vereine
International
- Champions-League-Sieger: 2010 (Inter Mailand)
- Klub-Weltmeister: 2010 (Inter Mailand)

Deutschland
- Meister (3): 2005, 2006, 2008 (alle FC Bayern München)
- Pokalsieger (3): 2005, 2006, 2008 (alle FC Bayern München)
- Ligapokalsieger (2): 2004, 2007 (beide FC Bayern München)

Italien
- Meister: 2010 (Inter Mailand)
- Pokalsieger (2): 2010, 2011 (beide Inter Mailand)
- Supercupsieger (2): 2010 (Inter Mailand), 2012 (Juventus Turin)

### Auszeichnungen
- Silberner Ball 2000 (Bester Spieler des brasilianischen Fußballs)
- FIFA Confederations Cup 2009 Team of the Tournament (Internetwahl)
- Bayer 04 Leverkusens Elf des Jahrhunderts
- FIFA/FIFPro World XI 2010
- Mitglied der VDV 11 2008/09
- Kicker-Abwehrspieler des Jahres (Innenverteidiger): 2002, 2005, 2006
- Einstufung als Weltklasse in der Rangliste des deutschen Fußballs: Winter 2001/02, Sommer 2002, Winter 2005/06

## Sonstiges
Trotz seiner eigentlich defensiv ausgelegten Position schaltete Lúcio sich gelegentlich in die Offensive ein. Sein Spiel zeichnete sich vor allem in der Leverkusener Zeit durch Tempodribblings aus. Unter Ottmar Hitzfeld in München musste er sich von 2007 bis 2008 wieder mehr auf seine defensiven Qualitäten konzentrieren, ließ offensive Aktionen aber dennoch gelegentlich nicht aus.

## Saisonübersicht
| Verein              | Liga                | Saison          | Liga   | Liga | Nat. Pokal | Nat. Pokal | Europapokal | Europapokal | Andere | Andere | Gesamt | Gesamt |
| Verein              | Liga                | Saison          | Spiele | Tore | Spiele     | Tore       | Spiele      | Tore        | Spiele | Tore   | Spiele | Tore   |
| ------------------- | ------------------- | --------------- | ------ | ---- | ---------- | ---------- | ----------- | ----------- | ------ | ------ | ------ | ------ |
| SC Internacional    | Série A             | 1998            | 10     | 0    | –          | –          | –           | –           | –      | –      | 10     | 0      |
| SC Internacional    | Série A             | 1999            | 19     | 1    | –          | –          | –           | –           | –      | –      | 19     | 1      |
| SC Internacional    | Série A             | 2000            | 16     | 3    | –          | –          | –           | –           | –      | –      | 16     | 3      |
| Gesamt              | Gesamt              | Gesamt          | 45     | 4    | –          | –          | –           | –           | –      | –      | 45     | 4      |
| Bayer 04 Leverkusen | Bundesliga          | 2000/01         | 15     | 5    | –          | –          | –           | –           | –      | –      | 15     | 5      |
| Bayer 04 Leverkusen | Bundesliga          | 2001/02         | 29     | 4    | 4          | 1          | 18          | 3           | –      | –      | 51     | 8      |
| Bayer 04 Leverkusen | Bundesliga          | 2002/03         | 21     | 3    | 1          | 1          | 6           | 0           | –      | –      | 28     | 4      |
| Bayer 04 Leverkusen | Bundesliga          | 2003/04         | 27     | 3    | 1          | 1          | –           | –           | –      | –      | 28     | 4      |
| Gesamt              | Gesamt              | Gesamt          | 92     | 15   | 6          | 3          | 24          | 3           | –      | –      | 122    | 21     |
| FC Bayern München   | Bundesliga          | 2004/05         | 32     | 3    | 6          | 0          | 9           | 0           | 1      | 0      | 48     | 3      |
| FC Bayern München   | Bundesliga          | 2005/06         | 30     | 2    | 5          | 0          | 7           | 0           | 1      | 0      | 43     | 2      |
| FC Bayern München   | Bundesliga          | 2006/07         | 26     | 0    | 2          | 0          | 8           | 2           | 1      | 0      | 37     | 2      |
| FC Bayern München   | Bundesliga          | 2007/08         | 24     | 1    | 6          | 0          | 13          | 2           | 3      | 0      | 46     | 3      |
| FC Bayern München   | Bundesliga          | 2008/09         | 32     | 1    | 4          | 1          | 8           | 0           | –      | –      | 44     | 2      |
| Gesamt              | Gesamt              | Gesamt          | 144    | 7    | 23         | 1          | 45          | 4           | 6      | 0      | 218    | 12     |
| Inter Mailand       | Serie A             | 2009/10         | 31     | 1    | 4          | 1          | 12          | 0           | 1      | 0      | 48     | 2      |
| Inter Mailand       | Serie A             | 2010/11         | 31     | 1    | 4          | 0          | 8           | 0           | 4      | 0      | 47     | 1      |
| Inter Mailand       | Serie A             | 2011/12         | 34     | 1    | –          | –          | 7           | 1           | –      | –      | 41     | 2      |
| Gesamt              | Gesamt              | Gesamt          | 96     | 3    | 8          | 1          | 27          | 1           | 5      | 0      | 136    | 5      |
| Juventus Turin      | Serie A             | 2012/13         | 1      | 0    | –          | –          | 2           | 0           | 1      | 0      | 4      | 0      |
| Gesamt              | Gesamt              | Gesamt          | 1      | 0    | –          | –          | 2           | 0           | 1      | 0      | 4      | 0      |
| FC São Paulo        | Série A             | 2013            | 10     | 1    | –          | –          | 8           | 0           | 13     | 1      | 31     | 2      |
| Gesamt              | Gesamt              | Gesamt          | 10     | 1    | –          | –          | 8           | 0           | 13     | 1      | 31     | 2      |
| Palmeiras São Paulo | Série A             | 2014            | 25     | 2    | 7          | 0          | –           | –           | 15     | 0      | 47     | 2      |
| Gesamt              | Gesamt              | Gesamt          | 25     | 2    | 7          | 0          | –           | –           | 15     | 0      | 47     | 2      |
| FC Goa              | Indian Super League | 2015            | 19     | 0    | –          | –          | –           | –           | –      | –      | 19     | 0      |
| Gesamt              | Gesamt              | Gesamt          | 19     | 0    | –          | –          | –           | –           | –      | –      | 19     | 0      |
| SE Gama             | Série D             | 2018            | 9      | 1    | –          | –          | –           | –           | –      | –      | 9      | 1      |
| Gesamt              | Gesamt              | Gesamt          | 9      | 1    | –          | –          | –           | –           | –      | –      | 9      | 1      |
| Brasiliense FC      | Série D             | 2019            | ?      | ?    | –          | –          | –           | –           | –      | –      | ?      | ?      |
| Gesamt              | Gesamt              | Gesamt          | ?      | ?    | –          | –          | –           | –           | –      | –      | ?      | ?      |
| Karriere Gesamt     | Karriere Gesamt     | Karriere Gesamt | 441    | 33   | 44         | 5          | 106         | 8           | 40     | 1      | 631    | 47     |